# 替身 (電影)
《替身》是一部2017年女同志題材電視電影，由台灣導演周美玲執導，屬於周美玲「六城彩虹」計畫中的「北京篇」。鍾瑶、盧婕主演，夢田文創、三映電影出品，2017年7月9日於公視主頻和Vidol首播。

## 製作
周美玲導演長期拍攝同志題材作品，而「六城彩虹」是周美玲在2017年推出的企劃，內容是在六座華人城市拍攝六個同志主題故事，《替身》是計畫中的「北京篇」。因為《替身》的行銷預算不太高，而且該劇抒情且帶有藝術性，因此適合電視電影。除了以女同志為主軸，這部作品也探討了重男輕女的教養觀念。該片的取景地點包括北京和台灣的深澳岬角的象鼻岩。
飾演主角之一的鍾瑶在2010年就已經在周美玲執導的《死神少女》中飾演過女同志角色。在拍攝《替身》前八個月，鍾瑶完全沒有工作，因此有很大的挫折感。鍾瑶為拍攝該劇剪了自己有史以來最短的髮型，拍攝前分別在北京和台北各特訓半個月，學習柔道、武術、散打和拳擊，特訓結束時渾身瘀青。她在拍攝期間並沒有使用替身。鍾瑶表示隨著近幾年的生活與工作歷練，自己開始懂得「用女生的角度去愛一個女生」，而這兩次飾演女同志的心態也截然不同，《死神少女》中的她是將角色視為男性在飾演，而在《替身》中就是以女性角度愛女性。

## 劇情大綱
北京，韓璐（盧婕飾）從小學習柔道，被母親當男孩養著，因為韓璐的哥哥早逝，她的母親精神異常，並且一直將韓璐視為她哥哥的替代品。韓璐認為自己只是哥哥的「替身」，並因此悶悶不樂，直到她在擂台上遇見長期關注的網路紅人倪可（鍾瑶飾）。韓璐在一場金牌賽中對上倪可，壓力很大的韓璐，對倪可在擂台上吊兒郎當的態度，以及她將決賽進行直播來博取人氣的行為不以為然，但隨著比賽結束以及往後的相處，兩人的關係從對立到相知相惜。這場比賽受到動作電影導演的關注，倪可被導演選為下一部電影的主角，而身形與她相近的韓璐則理所當然地成為倪可的電影替身演員。但在電影開拍前，倪可因為家中有變故而不告而別，電影公司緊急讓韓璐出演女主角。
三年後，韓璐成為當紅女星，她到臺北拍戲的時候發現一群默默無聞的替身演員中，有一個人在暗處靜靜守護自己。韓璐在得知那人是倪可後，對她當時的失蹤大為光火，但在拍攝期間，兩人重修舊好。他們的關係遭到飾演電影男主角的畢勝的忌妒，刻意假戲真做欺凌她。在拍攝一場高危險度的跳崖戲時，兩人為了該不該讓身為替身的倪可跳崖而爭執，韓璐向倪可表露了自己的真情，並刻意讓兩人的戀情在媒體前曝光，之後倪可從崖上一躍而下。兩人在之後成為教練。
接近電影結尾有個小彩蛋，倪可是坐在「死神少女演員車」上喝畢勝請的咖啡。

## 迴響
評論家柯志遠指出，作品在北京部分的前半段幾乎沒有使用固定鏡位的鏡頭，透過手持的搖晃感呈現出「替身」這一主題的虛無感和距離感，並透過各式視覺構圖強化「虛」與「實」、「真」與「假」的辯證主題，而網路紅人這個透過網路建構出的「看似近，實則遠」形象更是神來一筆的設定，讓作品能在通俗的愛情故事及嚴肅的文學調性中取得一個成熟的平衡，讓主題言之有物。柯志遠也特別指出鍾瑶的表現，認為她的前途不可限量。
鍾瑶憑藉此劇入圍第53屆金鐘獎迷你劇集女主角獎。她表示自己在入圍後重看了一次《替身》，認為劇中的倪可不是自己，應該可以代表角色塑造成功。她感謝周美玲以及撫養自己長大的姑姑。她憑藉倪可一角博得許多中國大陸劇迷的讚許，有劇迷希望她能以倪可的身分開直播與粉絲互動。

## 外部連結
- 六城彩虹 （页面存档备份，存于）
- 替身 公共電視 （页面存档备份，存于）